# 刘振群
刘振群（1922年5月—2007年11月25日），男，江西临川人，中国无机非金属材料专家、化学家，专长于陶瓷热工理论及窑炉。刘振群1945年毕业于国立中正大学（现江西师范大学）化工系并留校任教，1952年调入华南工学院（现华南理工大学）任教。1962年被评为教授，1982年任院长，1988年华南工学院更名为华南理工大学，任校长至1991年11月。他曾担任中国硅酸盐学会陶瓷专委会副主任、广东省科协副主席等职务，并被评为全国教育系统劳动模范，获中国陶瓷行业“终身成就奖”，享受国务院政府特殊津贴，也是第六、七届全国人大代表。